# Валентиновка (Тверская область)
Валентиновка — деревня в Вышневолоцком городском округе Тверской области.

## География
Находится в центральной части Тверской области на расстоянии приблизительно 15 км по прямой на север-северо-запад от вокзала железнодорожной станции Вышний Волочёк на западном берегу Мстинского водохранилища.

## История
Деревня уже была отмечена на карте конца XIX века. До 2019 года входила в состав ныне упразднённого Солнечного сельского поселения Вышневолоцкого муниципального района.

## Население
Численность населения составляла 124 человека (русские 94%) в 2002 году, 109 в 2010.